# Thomas Langley
Thomas Langley, né à Middleton en 1363 et mort à Durham le 28 novembre 1437, est un ecclésiastique et homme politique anglais.

## Biographie
Langley étudie à l'université de Cambridge. Il est attaché à la maison du duc de Lancastre Jean de Gand. Il est nommé recteur de Radcliffe et chanoine à York. Son élection comme doyen d'York n'est pas approuvé par le pape Boniface IX, à cause de sa participation à la déposition et au meurtre du roi Richard II.
En 1404, Langley est élu évêque de Londres, mais le pape Innocent VII n'approuve pas son élection. Il est élu archevêque d'York l'année suivante, mais son élection est à nouveau rejetée par Innocent VII, mécontent de l'exécution du précédent archevêque, Richard le Scrope, ordonnée par le roi Henri IV. Il est finalement élu évêque de Durham en 1406. L'antipape Jean XXIII le crée cardinal lors du consistoire du 6 juin 1411, mais il n'accepte pas la promotion.
Langley est également Lord du Sceau Privé de 1401 à 1405, et Lord Chancelier de 1405 à 1407 et de 1417 à 1424. Entre-temps, il participe au concile de Pise en 1409 et est ambassadeur du roi d'Angleterre en Écosse, où il parvient à conclure une paix entre les deux pays. En 1410, il est ambassadeur en France.